# 南苑清真寺
39°48′15″N 116°23′37″E / 39.804292°N 116.393577°E
南苑清真寺，位于北京市丰台区南苑地区车店衔49号，是一座伊斯兰教清真寺。

## 简介
北京南苑机场建于1910年，是中国最早建成的飞机场。此前南苑仅有七、八户回民，无清真寺。南苑机场建成后，商人渐多，形成一个小型回族聚居区，并创建了南苑清真寺。南苑清真寺始建于民国十八年（1929年）。1930年代在原有基础上扩建。中华民国时期，国防部部长白崇禧（回族）两次资助南苑清真寺修缮。
1959年，南苑地区有回族311人，60多户。后来有211厂的回族职工加入，回族发展到90多户。文化大革命期间，南苑清真寺关闭，受到破坏。1980年重修。
1998年，南苑清真寺翻修。此后，南苑清真寺占地面积350平方米，建筑面积280平方米，周边有回族149户，穆斯林约600人。
2009年，南苑棚户区改造工程启动，南苑清真寺也面临拆迁。南苑清真寺管委会主任沈春恩认为，南苑清真寺应认真研究南苑“棚户区”改造后南苑清真寺的选址迁建问题。但到2012年，南苑清真寺的拆迁重建工作仍处于停滞状态，连选址、工程图纸、清真寺形制等前期准备工作都没完成。
2014年，北京市人大民宗侨委组织专题组，分别视察了基督教珠市口教堂、南苑清真寺。北京市人民政府发改委、重大办及丰台区人民政府、东城区人民政府有关负责人分别汇报了珠市口堂、南苑清真寺的迁建、复建工作及问题。